# 투견 (스타크래프트)
투견(영어:Warhound)은 스타크래프트 2 종족인 테란의 유닛이다. 군수공장에서 생산이 가능한 유닛이다.

## 특징
투견은 스타크래프트 2에서 새롭게 추가된 유닛으로 스타크래프트 2의 캠페인과 협동전에서만 등장하는 유닛이다. 투견의 영어 이름인 Warhound를 한글로 그대로 음역하면 워하운드가 된다. 투견은 골리앗, 토르와 더불어 이족 보행의 메카닉 전투 유닛에 속하며 테란의 일꾼인 건설로봇을 모체로 하여 제작된 유닛이다. 비록 골리앗이나 토르하고는 달리 지대공 공격이 안되는 유닛이지만 지대지 공격으로도 굉장히 강력한 유닛이며 그래서 테란의 지상군 화력에서 크루시오 공성 전차와 더불어 핵심 유닛으로 활약한다. 투견은 지대공 공격을 할 수 없는 유닛이기 때문에 상대가 공대지 공중 유닛으로 대응할 경우에는 반드시 골리앗을 비롯한 지대공이 되는 지상 유닛이나 공대공 공중 유닛으로 투견을 호위해야 한다. 투견을 생산하는데 필요한 선행 건물의 조건은 군수공장에 애드온된 기술실이다. 투견을 생산하는데 필요한 자원, 인구수, 생산 시간은 광물:150, 가스:75, 인구수:3, 생산 시간:45초이다. 유닛의 능력치는 체력:220, 기본 방어력:1, 지대지 공격력:23의 능력치를 가지고 있다. 투견은 이외에도 폭주 미사일을 사용할 수 있으며 이는 적의 지상 기계 유닛들을 상대로 미사일을 발사해 30의 피해를 주며 기술실에서 연구 개발을 하지않아도 바로 쓸 수 있는 기본 특수 능력이다. 투견은 크루시오 공성 전차뿐만 아니라 다른 테란의 지상 유닛들과도 조합하여 막강한 지상 화력을 낼 수 있으며 테란의 지상 유닛들 중에선 체력도 좋은 편인 유닛이기 때문에 테란의 강력한 지상 유닛으로서 역할을 한다. 특히 화염차나 화염기갑병과의 조합도 좋은 유닛이 되며 화염차와 화염기갑병과는 서로의 단점을 보완하는 매우 좋은 유닛 조합이 된다.

## 같이 보기
- 스타크래프트
- 테란